# Marché d'Aligre

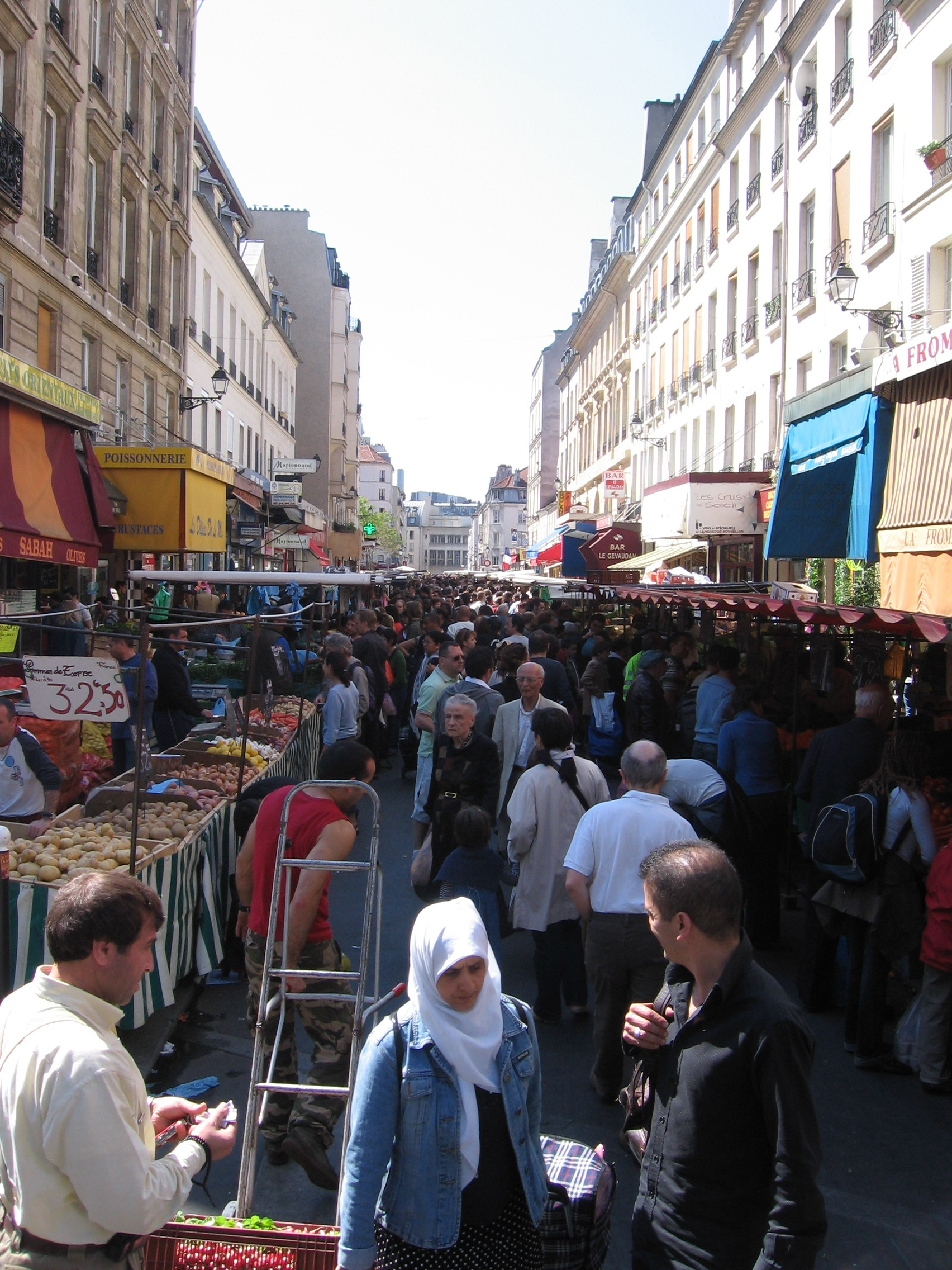
Marché d'Aligre.

Le marché d’Aligre se déroule tous les matins sauf le lundi place d'Aligre et rue d'Aligre, dans le 12e arrondissement de Paris.

## Situation
Le marché d’Aligre est composé de deux marchés : le marché couvert dont le nom est marché Beauvau ou marché Beauvau-Saint-Antoine, dans la moitié ouest de la place d'Aligre, et le marché découvert, le long de la rue d’Aligre et sur la moitié est de la place.

## Origine du nom
Le nom du marché fait référence à Étienne François d'Aligre (1727-1798), qui était premier président du Parlement de Paris lorsque fut bâti le marché. Quant à la partie couverte du marché, elle fait référence à Gabrielle-Charlotte de Beauvau, dernière abbesse de Saint-Antoine-des-Champs et fille de Marc de Beauvau-Craon.

## Historique

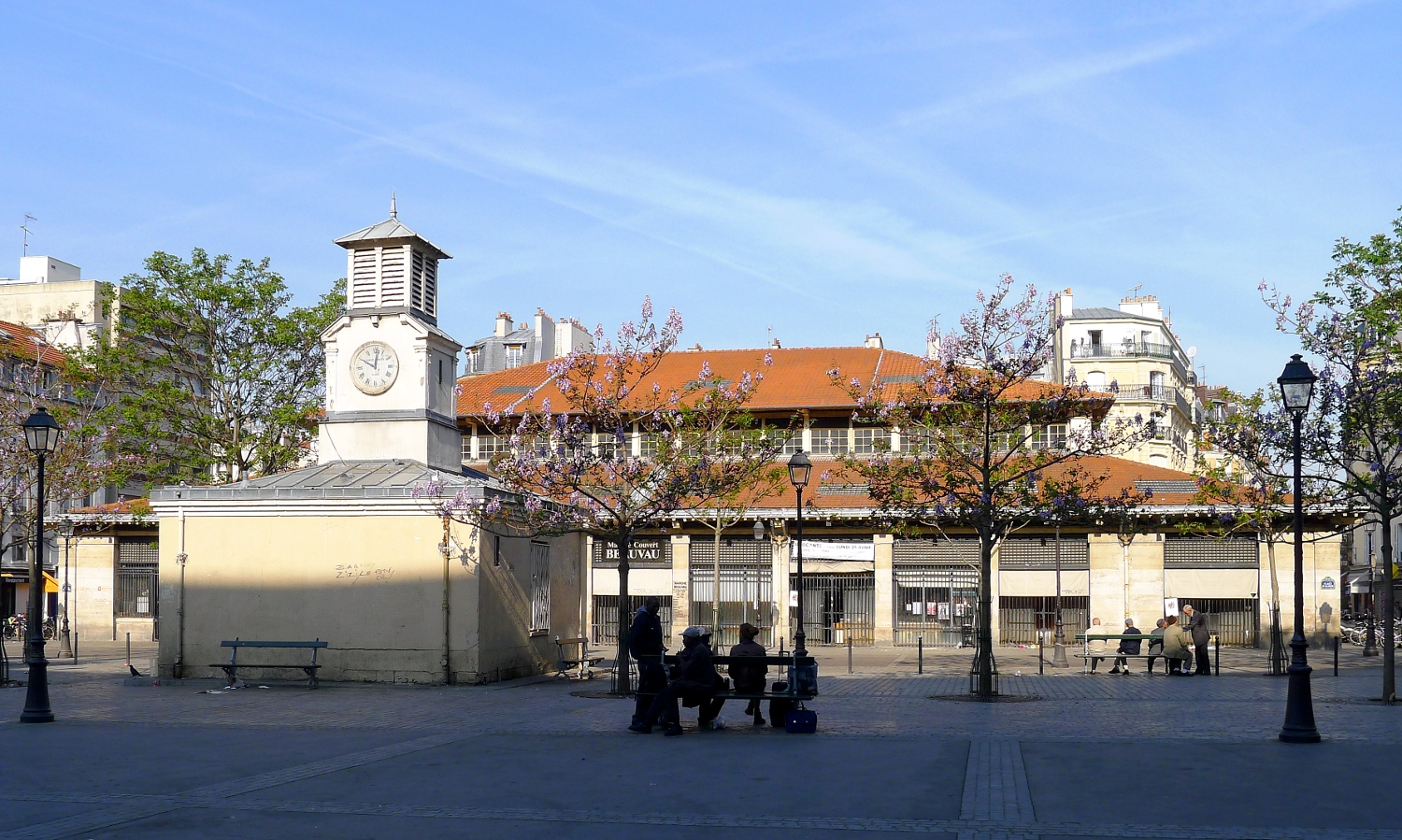
Place d'Aligre avec le marché Beauvau, un lundi, jour de fermeture du marché d'Aligre.

Le marché couvert Beauvau-Saint-Antoine a été construit par Samson-Nicolas Lenoir en 1779 sur des terrains achetés aux religieuses de l'abbaye de Saint-Antoine, il a été reconstruit en 1843 par Marc-Gabriel Jolivet, architecte de la Ville de Paris.
Le marché d'Aligre, l'un des plus anciens de Paris, a connu les derniers maraichers locaux venant apporter leurs fruits et légumes depuis des communes de banlieue telles que Montreuil.

## Activités et animations
Les brocanteurs sont rassemblés à l'extérieur, dans le demi-cercle situé sur la moitié est de la place. 
Le marché d'Aligre constitue l’âme du quartier d'Aligre naguère avant tout populaire. Le chanteur Moustique vient régulièrement y présenter ses objets africains ; c'est une des figures de ce marché.
La Commune libre d'Aligre, association de quartier régie par la loi de 1901 assure l’animation du quartier d'Aligre et de son marché.

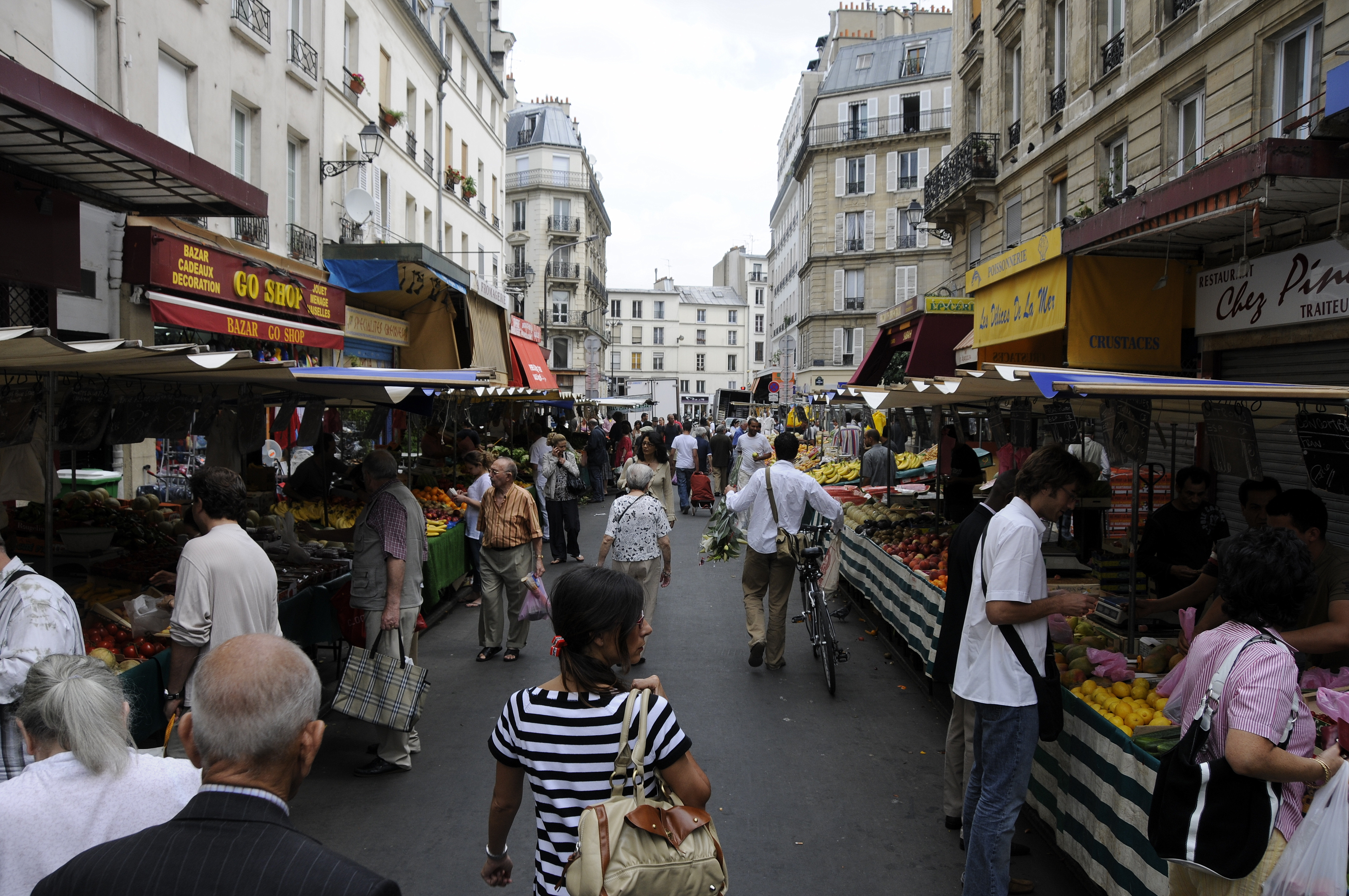
Marché dans la rue d'Aligre.
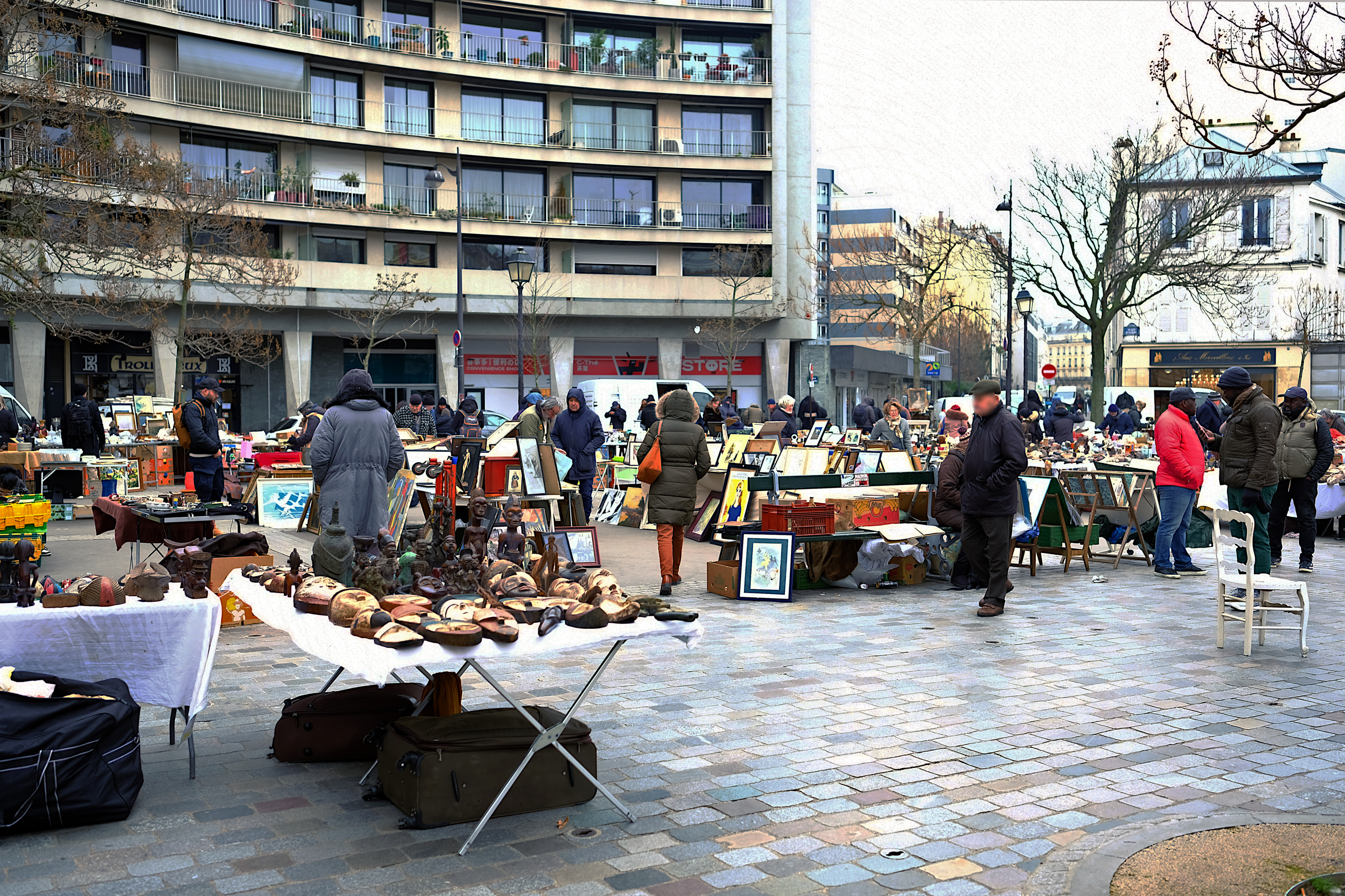
Brocante sur la place d'Aligre.